# Ny-Louis XVI
Ny-Louis XVI, ibland stavat Ny-Louis seize och även kallad Nygustaviansk stil, Napoleon III:s klassicism eller Oscar II:s klassicism, var en stil inom inredning och konsthantverk cirka 1850–1890. Den uppträdde parallellt med de andra nystilarna nyrenässans, nyrokoko och nygotik. Stilen hämtade vissa av sina motiv från den franska nyklassicismen men är som helhet en självständig stil. Internationellt kallas stilen "Louis XVI revival" men kan då även innebära nytillverkade möbler i Louis XVI-stil.

## Ursprung och utveckling
Stilens ursprung hittas i Frankrike, där möbelkonsten och konsthantverket från kung Ludvig XVI:s tid på sent 1700-tal (Louis seize-stil) började uppskattas allt mer mot 1800-talets mitt. Redan på 1840-talet (endast femtio år efter "originalstilen") finns en fullt utvecklad Ny-Louis seize och vid samma tid startade en omfattande produktion av rena kopior av berömda möbelpjäser. I synnerhet Adam Weissweilers möbler för den franska drottningen Marie-Antoinette nyproducerades.
Vid sidan av de rena kopiorna utvecklades dock Ny-Louis XVI till en självständig stil som lånade ornamentik och vissa grundformer från originalstilen, men för övrigt stod för något helt nytt i sitt formspråk. Genom de stora världsutställningarna och en omfattande export av franska möbler och konsthantverk spreds stilen över hela Europa och USA. Stilen behöll status som specifikt fransk i motsats till exempelvis nyrenässansen, som anpassades nationellt (jfr tysk nyrenässans, engelsk Tudor Revival etc.). Felaktigt har man tidigare trott att stilen fick sitt genombrott vid världsutställningen i Paris 1867, vilket motbevisas av att stilen finns representerad i möbelförlagor och hantverkstidskrifter utanför Frankrike redan på 1850-talet. På världsutställningen i London 1862 hade stilen vunnit viss terräng. Dess verkliga genombrott kom först i samband med denna utställning. På Stockholmsutställningen 1866 hade stilen ännu inte helt slagit igenom i Sverige, men den dominerade 1870-talet. 1876–1877 hade dock smakriktningen kantrat, vilket visas av Christoffer Eichhorns reportage från konstslöjdutställningen i Stockholm: Det är ej underligt att man i Paris för några år sedan passionerade sig för Style Louis XVI, ty dennas bättra alster äga en viss smidig behaglighet, en kokett, halvt naiv hållning, som tilltalar och besticker omdömet. När, såsom i dessa pjäser, till teckningens halvantika renhet sällar sig en fulländad behandling av träet och en präktig bronsornering, så medgives att samlarens smak kan förirra sig på värre avvägar än förkärlek för Louis XVI.
På kontinenten förekom inredningsfirmor där man kunde beställa hela inredningar i stilen (och även andra stilar), där allt från mattor, paneler, marmorspislar, takdekoration, möbler, gardiner och prydnadsföremål levererades till beställaren. Det vanliga var dock att man köpte in enskilda prydnadsföremål medan möblerna såldes som enhetliga salongsgrupper.
I stora delar av Europa fick, särskilt Nord- och Centraleuropa fick stilen en minskad popularitet efter tysk-franska kriget då det tyska inflytandet med nyrenässans och nybarock istället tog överhanden. På 1890-talet återkom stilen, men återkom med det engelska inflytandet via den växande Arts and Craftsrörelsen men då i en mer sparsmakad och återhållen stil än 1860-talsvarianten. En mer "stiltrogen" Louis-XVI-stil förblev populär in på 1900-talets första hälft.

## Karaktärisering av stilen

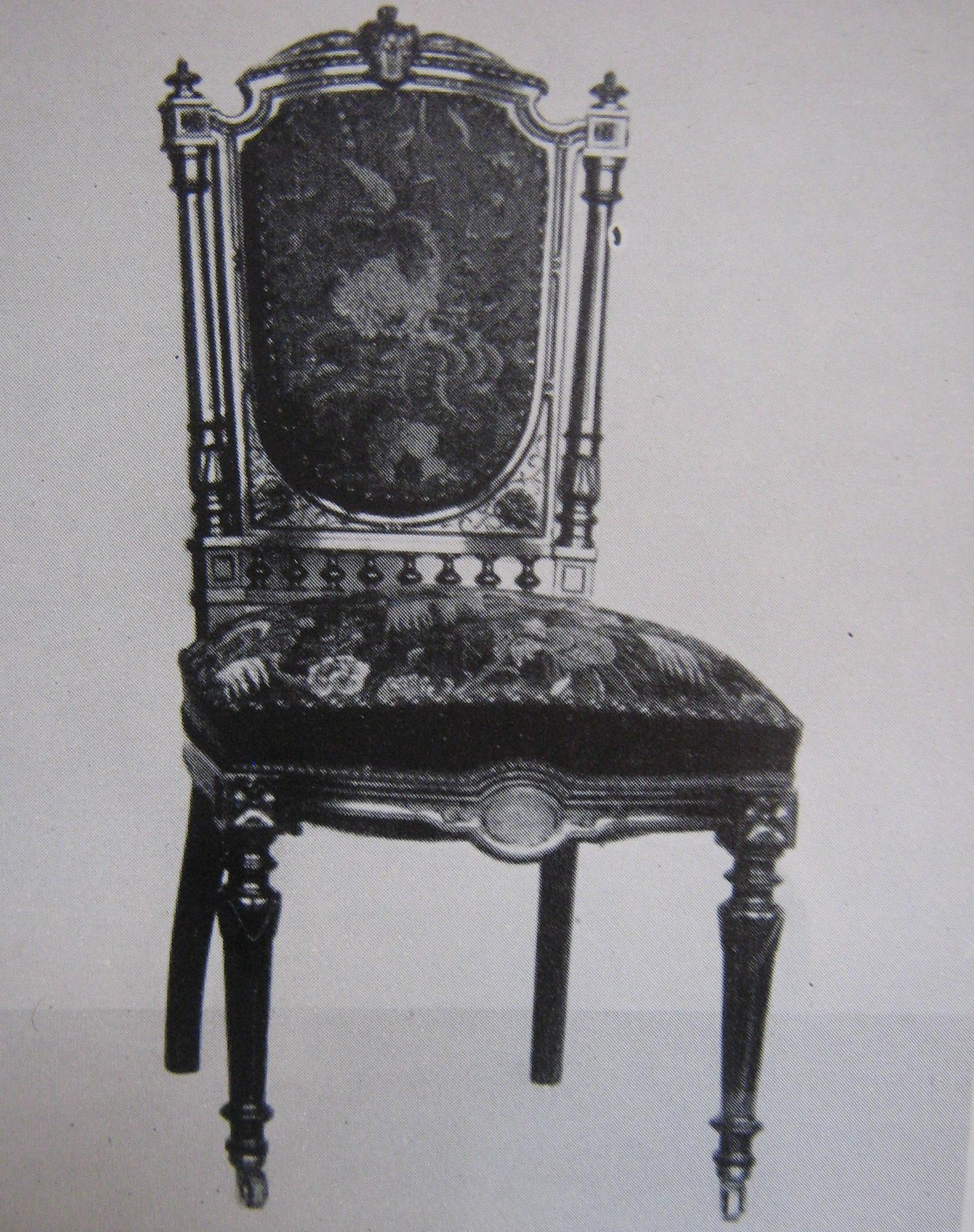
Exempel på Oscar II:s klassicism, stol från Göteborgs konstmuseum.

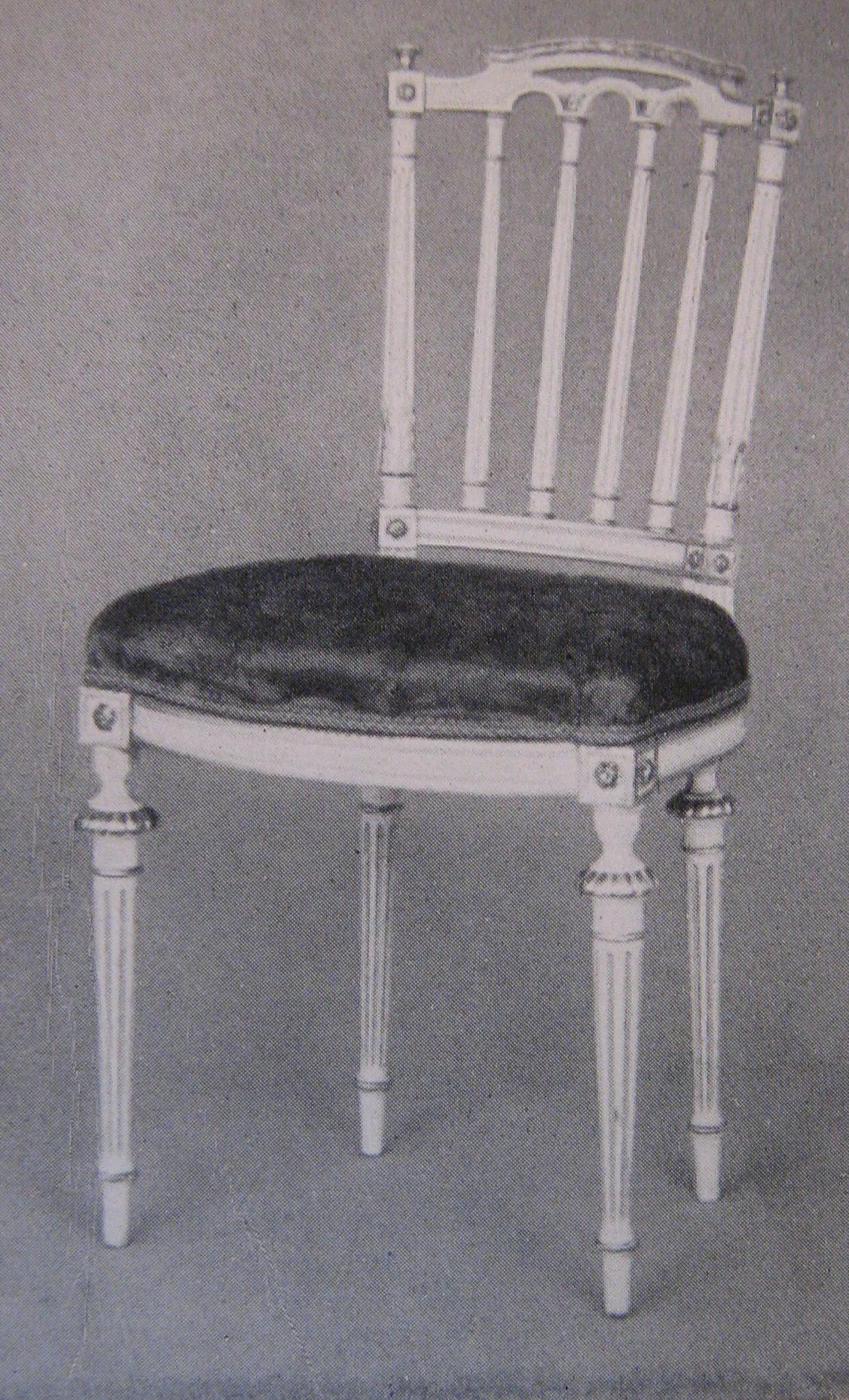
Exempel på Oscar II:s klassicism, stol från Kungliga husgerådskammaren.

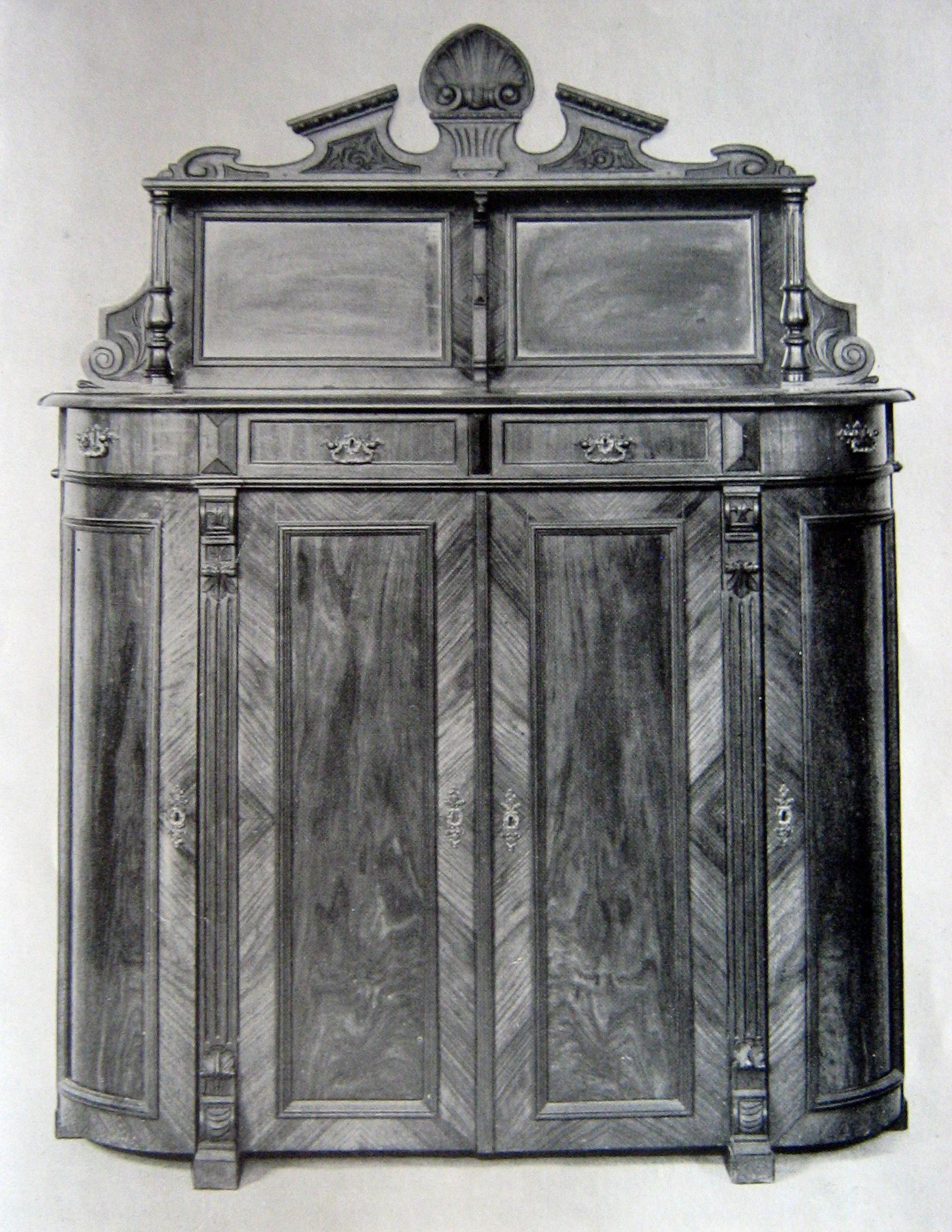
Skänk i Oscar II:s klassicism. Ur Nordiska museets samlingar.

Stilen känns igen framförallt på sittmöblerna i blanksvärtat päronträ, sköldformade ryggar med skulpterade krön. Tunna, rikt svarvade ben har formen som en nedåt avsmalnande kolon. Ornamentiken är till skillnad från nyrokokon stramt klassicerande med urnor, festonger, meanderslingor, blommor, kymation, pilkorgar och fåglar. Till möbelklädsel föredrogs sidentyger i starka färger som gärna djuphäftades tätt i ryggen. Även helt slät stoppning var vanlig och kombinerades med en broderad mittbård på svart botten. 
Ofta levererades borden samtidigt som sittmöblerna, och benen är därför kraftigare varianter av stolarnas. Det typiska salongsbordet har dessutom ett benkryss bestående av konstfullt profilerade slåar liggande i en X-form eller liknande som stadgar benen ca en decimeter ovan golvet. I benkryssets mitt finns ofta en urna av förgylld mässing eller brons, i enklare fall av trä. Bordskivorna är ofta profilerade och har ovanifrån formen av en rektangel med svagt elliptiska kortsidor eller som en oval inskriven i en rektangel (där ovalens sidor skjuter i rektangelns kortsidor).
I norden blev den en stil förbehållen salonger och förmak som möblerades tätt och de nätta svarta möblerna kombinerades gärna med helstoppade emmor och sittpuffar. De tillhörande skåpen stod gärna på höga ben med benkryss men även mer byråliknande skåp (fr. "Meuble d'Appui", övers. "möbel att luta sig emot") med boulleintarsia hörde till den typiska Ny-Louis XVI-stilen. De höga speglarna var liksom de i nyrokoko av förgyllt  pastellage, ibland kombinerat med svärtade partier, och utgjorde genom sin placering mellan fönstren så kallade spegeltrymåer. Även piedestaler uppbärande palmer eller dyrbara vaser var viktiga inslag tillsammans med rikt draperade fönster och dörrar och heltäckningsmattor.
På kontinenten är möblerna ofta dekorerade med brännförgyllda bronser och beslag och kunde även förekomma i olika ädelträslag. I norden skapades enklare varianter efter dessa förebilder men en betydande import fanns även i exempelvis Sverige av franska möbler. Stilen har däremot intet att göra med den svenska gustavianska stilen som först runt sekelskiftet 1900 åter blev populär i Sverige.

## Som kultursymbol
Den franska kejsarinnan Eugénie kom att ha en viss betydelse för stilens status och utveckling. Hon intresserade sig för och identifierade sig med Marie-Antoinette och samlade föremål som tillhört henne och lät avbilda sig på porträtt av Franz Xaver Winterhalter klädd som drottningen. Delar av hennes samlingar som även innehöll nygjorda möbler ställdes ut vid ett par tillfällen och offentligheten fick på så vis ta del av det högsta modet inom det kejserliga hovet. 
Stilen har också genom sin förekomst i salonger, boudoirer, förmak och sovrum en  "kvinnlig" status i likhet med nyrokokon. Den ansågs i regel inte lämplig för herrum, matsal eller andra "manliga" domäner och har inte heller en egentlig motsvarighet i exteriörarkitekturen vid samma tid.
Dess kvinnliga status bidrog även till att den så snart den blev omodern utsattes för hård kritik särskilt under 1900-talet då funktionalistiska ideal blev rådande. Dock kritiserades stilen (tillsammans med nyrokokon) redan på 1800-talet av bland andra Jacob von Falcke för att vara en ytlig, kvinnlig och kommersiell stil.
Senare har designhistoriker som Penny Sparke och Adrien Forty har framlagt teorier om att dessa stilars låga status inte endast kommer sig av att de ansågs som maskinproducerade och fantasilösa, utan att den likaväl handlar om ett problematiskt förhållande till 1800-talets kvinnoroll.

## I Sverige
Stilen blev i Sverige inte fullt lika utbredd som nyrokokon eller nyrenässansen men hade dock en väsentlig betydelse inom den svenska inredningskonsten under 1800-talets andra hälft. Motiv från Ny-Louis XVI blandades också ihop med andra stilar och stilen kan därför ofta vara svår att skilja från främst nyrenässansmöbler. Det är vidare oklart i vilken omfattning stilen marknadsfördes under namnet Louis XVI-stil/Ludvig XVI-stil då olika termer förekommer liksom även sammanblandning med Louis XIV- och Louis XV-begreppen (benämningar för barock och rokoko). De enklare möbler som beställdes via postorder från snickerifabriker hade som regel ingen stilbeteckning över huvud taget. 
På Stockholms slott fanns under Karl XV:s och Oscar II:s tid helgjutna interiörer i stilen och Nordiska Museet äger högklassiga exemplar av salongsgrupper och sovrumsmöbler tillverkade av Stockholmssnickare. 
Mer kända exemplar är snickaren Jacob Ottergrens egen salongsgrupp i svärtat päronträ utförd för hemmet på Storgatan och daterad 1869. Enligt utsago gjordes den som efter ritningar till ett möblemang utställt i Paris 1867 som senare köptes av kejsaren Napoleon III, vars gemål var kejsarinnan Eugénie.
Efter att ha gått i lära i Paris utförde Stockholmssnickaren Carl Herman Benckert J:r två högkvalitativa kopior av en skrivmöbel som tillhört Marie-Antoinette där både intarsia och förgyllda bronser bidrar till möbelns exklusivitet. Det ena exemplaret inköptes av det danska hovet och finns idag på Amalienborg i Köpenhamn.
Även om intresset för 1800-talets nystilar idag fått ett starkt uppsving i Sverige efter att i lång tid ignorerats av både konsthistoriker och samlare saknas fortfarande grundläggande forskning om möbel- och konsthantverket under tiden och litteraturen om ämnet är knapphändig. 
Mycket av tidens mer högkvalitativa pjäser, både de svensktillverkade och importerade, säljs oftast till Sydeuropa för låga priser och beståndet riskerar därför att försvinna om inte ett starkare intresse tilltar. 
Sveriges kanske bäst bevarade interiör i stilen är Ljunglöfska salongen i Medborgarhuset i Stockholm, ett 1800-talsrum bevarat efter att den ursprungliga byggnaden revs.[källa behövs]